# Édouard Henrion
Pour les articles homonymes, voir Henrion.
Édouard Henrion, né le 18 septembre 1835 à Mirecourt (Vosges) et mort le 30 juin 1906 à Nancy (Meurthe-et-Moselle), est un homme politique français.

## Biographie
Fils d'un directeur de collège, Édouard Henrion fait des études médicales à Nancy et devient médecin en 1861 puis il est chef de clinique à l'École préparatoire de Nancy. Il obtient alors la médaille d'or de l'Assistance Publique. Il est ensuite membre de la Société Centrale d'Agriculture et de 1875 à 1893 il siège au conseil municipal de Nancy. En 1889, il est élu conseiller général du canton de Nancy-Ouest puis il est député de Meurthe-et-Moselle de 1893 à 1898, siégeant sur les bancs républicains modérés mais ne se manifeste que très peu à la Chambre. Il ne se représente pas en 1898.